# Jogos Olímpicos de Verão de 1960
Jogos Olímpicos de Verão de 1960 (em italiano: Giochi della XVII Olimpiade), conhecidos oficialmente como os Jogos da XVII Olimpíada foram os Jogos Olímpicos realizados em Roma, a Cidade Eterna, capital da Itália, cinquenta e dois anos após a cidade ser obrigada a desistir da organização dos Jogos por causa de uma erupção do vulcão Vesúvio, que consumiu a maior parte dos recursos do Estado no atendimento às vítimas da catástrofe. Tendo finalmente sua oportunidade, os romanos aproveitaram para juntar a tradição anciã dos gregos com sua própria história. As competições de levantamento de peso foram realizadas na Basílica de Maxêncio, a ginástica nas Termas de Caracala e o Arco de Constantino, o famoso monumento em homenagem ao primeiro imperador romano cristão, marcou a chegada da maratona.
Abertos em 25 de agosto e se estendendo até 11 de setembro, os Jogos de Roma tiveram a participação de 5 348 atletas, com o número expressivo de 611 mulheres entre eles, representando 83 países dos cinco continentes e foram, pioneiramente, transmitidos ao vivo por mais de cem canais de televisão de 18 países da Europa e mostrados em vídeo tape horas depois nos Estados Unidos, Canadá e Japão.

## Processo de candidatura
Roma venceu o processo seletivo dos XVII Jogos Olímpicos na 50ª sessão do Comitê Olímpico Internacional, no dia 15 de junho de 1955, em Paris, França, superando a candidatura das cidades de Lausana, Detroit, Budapeste (sendo esta a primeira cidade do bloco comunista europeu a se candidatar a sede das Olimpíadas), Bruxelas, Cidade do México e Tóquio.
| Resultados da eleição da cidade-sede dos Jogos da XVII Olimpíada | Resultados da eleição da cidade-sede dos Jogos da XVII Olimpíada | Resultados da eleição da cidade-sede dos Jogos da XVII Olimpíada | Resultados da eleição da cidade-sede dos Jogos da XVII Olimpíada | Resultados da eleição da cidade-sede dos Jogos da XVII Olimpíada |
| ---------------------------------------------------------------- | ---------------------------------------------------------------- | ---------------------------------------------------------------- | ---------------------------------------------------------------- | ---------------------------------------------------------------- |
| Cidade                                                           | CON                                                              | Rodada 1                                                         | Rodada 2                                                         | Rodada 3                                                         |
| Roma                                                             | Itália                                                           | 15                                                               | 26                                                               | 35                                                               |
| Lausana                                                          | Suíça                                                            | 14                                                               | 21                                                               | 24                                                               |
| Detroit                                                          | Estados Unidos                                                   | 6                                                                | 11                                                               | -                                                                |
| Budapeste                                                        | Hungria                                                          | 8                                                                | 1                                                                | -                                                                |
| Bruxelas                                                         | Bélgica                                                          | 6                                                                | -                                                                | -                                                                |
| Cidade do México                                                 | Mexico                                                           | 6                                                                | -                                                                | -                                                                |
| Tóquio                                                           | Japão                                                            | 4                                                                | -                                                                | -                                                                |

## Fatos e destaques

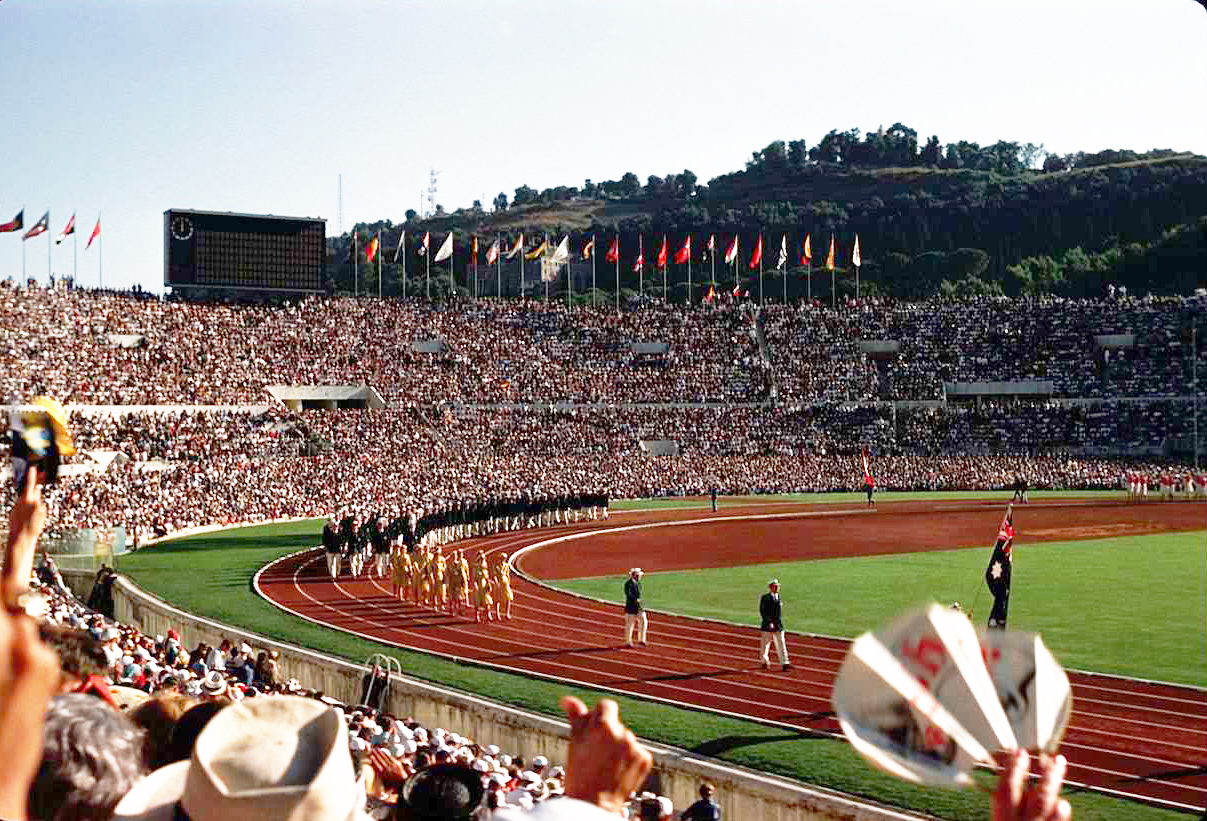
Cerimônia de abertura no Estádio Olímpico de Roma

- O etíope Abebe Bikila tornou-se o primeiro negro africano a ganhar uma medalha de ouro nos Jogos Olímpicos, ao vencer de maneira sensacional a maratona no último dia dos Jogos. Soldado da guarda pessoal do Imperador Haile Selassie, Bikila ganhou a mais dura e desgastante prova olímpica correndo descalço pelas ruas romanas sob um calor de quase 30º e quebrando o recorde mundial da modalidade ao cruzar a linha de chegada, localizada exatamente embaixo do Arco de Constantino, símbolo do poder romano e italiano que invadiu e conquistou a Etiópia, seu país natal, na época do governo do ditador fascista Benito Mussolini, o que deu a seu feito a dimensão heroica e dramática que o transformaria numa lenda e no exemplo para todos os atletas africanos, que a partir desta década começaram a dominar todas as provas de longa distância do atletismo mundial.

- O grande destaque do boxe foi o afro-americano Cassius Clay, de vinte anos de idade, que conquistou o ouro na categoria meio-pesado. Nos anos seguintes, ele se profissionalizaria, abraçaria a fé muçulmana, trocaria o nome para Muhammad Ali e se tornaria o maior pugilista de todos os tempos.

- O dinamarquês Paul Elvstrøm ganha pela quarta vez consecutiva a medalha de ouro na classe Finn da vela, se tornando o maior campeão olímpico da modalidade na história dos Jogos.

- Após amargar o vice-campeonato olímpico por três Jogos consecutivos, a Iugoslávia finalmente ganha a medalha de ouro no futebol.

- Atletas da equipe feminina de ginástica da URSS ganham 15 das 16 medalhas de ouro possíveis em Roma e pela segunda vez, em sua terceira participação, os soviéticos batem os antes eternos campeões norte-americanos no quadro de medalhas.

- A África do Sul participou pela última vez nos Jogos, banida por causa do seu regime de apartheid. Os sul-africanos só voltariam às Olimpíadas 32 anos depois, em Barcelona, após a política de segregação racial ter sido extinta em seu país.

- O atirador finlandês Vilho Ylönen acertou um tiro na mosca na decisão da prova do tiro de campo, só que no alvo do atirador ao lado e perdeu a medalha de ouro para o adversário.

- A norte-americana Wilma Rudolph, portadora de poliomielite na infância, conquistou três medalhas de ouro no atletismo feminino, nos 100 m, 200 m e revezamento 4x100 metros.

- A nota triste foi a morte do ciclista dinamarquês Knud Enemark Jensen, que teve um colapso provocado pela ingestão de anfetaminas na sua prova do ciclismo, e morreu no hospital. Foi a segunda vez que um competidor morreu disputando uma prova nos Jogos. O primeiro foi o corredor português Francisco Lázaro na maratona dos Jogos de Estocolmo 1912, logo na estreia de Portugal no evento.

## Modalidades disputadas
| - Atletismo (detalhes) - Basquetebol (detalhes) - Boxe (detalhes) - Canoagem (detalhes) - Ciclismo (detalhes) - Esgrima (detalhes) - Futebol (detalhes) - Ginástica (detalhes) - Halterofilismo (detalhes) - Hipismo (detalhes) |  | - Hóquei sobre a grama (detalhes) - Lutas (detalhes) - Natação (detalhes) - Pentatlo moderno (detalhes) - Pólo aquático (detalhes) - Remo (detalhes) - Saltos ornamentais (detalhes) - Tiro (detalhes) - Vela (detalhes) |

## Países participantes

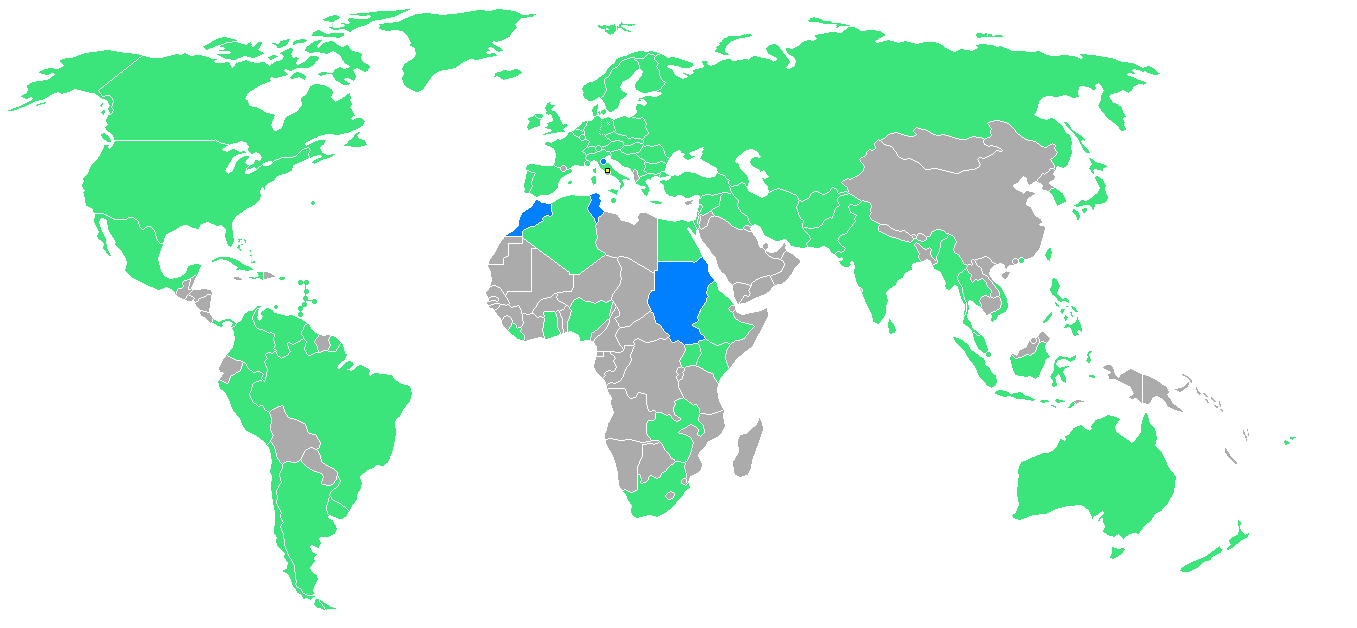
Participantes dos Jogos Olímpicos em 1960, com as nações estreantes em azul

Atletas de 83 Comitês Olímpicos Nacionais foram representadas nos Jogos de 1960. Marrocos, San Marino, Sudão e Tunísia competiram pela primeira vez em Olimpíadas.
Atletas da Rodésia do Norte e da Rodésia do Sul integraram a delegação única da "Rodésia e Niassalândia", assim como os competidores da Alemanha Oriental e da Alemanha Ocidental que pela segunda vez formaram a "Equipe Alemã Unida". Barbados, Jamaica e Trinidad e Tobago também disputaram os Jogos sob uma única bandeira, sendo que a "Federação das Índias Ocidentais" disputou apenas os Jogos de Roma.
Na lista abaixo, o número entre parênteses indica o número de atletas por cada nação nos Jogos:
- AFG Afeganistão (13)
- RSA África do Sul (55)
- AHO Antilhas Neerlandesas (5)
- ARG Argentina (101)
- AUS Austrália (209)
- AUT Áustria (118)
- BAH Bahamas (17)
- BEL Bélgica (108)
- BER Bermudas (9)
- BIR Birmânia (10)
- BRA Brasil (72)
- BUL Bulgária (116)
- CAN Canadá (86)
- CEY Ceilão (5)
- TCH Checoslováquia (116)
- CHI Chile (9)
- COL Colômbia (17)
- KOR Coreia do Sul (35)
- CUB Cuba (12)
- DEN Dinamarca (100)
- EUA Equipe Alemã Unida (293)
- ESP Espanha (144)
- USA Estados Unidos (292)
- ETH Etiópia (12)
- BWI Federação das Índias Ocidentais (13)
- FIJ Fiji (2)
- PHI Filipinas (40)
- FIN Finlândia (117)
- FRA França (238)
- GHA Gana (13)
- GBR Grã-Bretanha (253)
- GRE Grécia (48)
- GUY Guiana Britânica (5)
- HAI Haiti (1)
- HKG Hong Kong (4)
- HUN Hungria (184)
- IND Índia (45)
- INA Indonésia (22)
- IRI Irã (23)
- IRQ Iraque (21)
- IRL Irlanda (49)
- ISL Islândia (9)
- ISR Israel (23)
- ITA Itália (280)
- YUG Iugoslávia (116)
- JPN Japão (162)
- LIB Líbano (19)
- LBR Libéria (4)
- LIE Liechtenstein (5)
- LUX Luxemburgo (52)
- MAL Malaia (9)
- MLT Malta (10)
- MAR Marrocos (47)
- MEX México (69)
- MON Mônaco (11)
- NGR Nigéria (12)
- NOR Noruega (40)
- NZL Nova Zelândia (37)
- NED Países Baixos (110)
- PAN Panamá (6)
- PAK Paquistão (44)
- PER Peru (31)
- POL Polônia (185)
- PUR Porto Rico (27)
- POR Portugal (65)
- KEN Quênia (27)
- UAR República Árabe Unida (74)
- ROC República da China (27)
- RHO Rodésia (14)
- ROU Romênia (98)
- SMR San Marino (9)
- SIN Singapura (5)
- SUD Sudão (10)
- SWE Suécia (134)
- SUI Suíça (149)
- THA Tailândia (20)
- TUN Tunísia (42)
- TUR Turquia (49)
- UGA Uganda (10)
- URS União Soviética (283)
- URU Uruguai (34)
- VEN Venezuela (36)
- VIE Vietnã (3)

SUR Suriname participou da cerimônia de abertura, mas seu único atleta (um meio-fundista) não competiu.

## Quadro de medalhas
| Ordem | País                   | Medalha de ouro | Medalha de prata | Medalha de bronze |     |  |
| ----- | ---------------------- | --------------- | ---------------- | ----------------- | --- |  |
| 1     | URS União Soviética    | 43              | 29               | 31                | 103 |  |
| 2     | USA Estados Unidos     | 34              | 21               | 16                | 71  |  |
| 3     | ITA Itália             | 13              | 10               | 13                | 36  |  |
| 4     | EUA Equipe Alemã Unida | 12              | 19               | 11                | 42  |  |
| 5     | AUS Austrália          | 8               | 8                | 6                 | 22  |  |
| 6     | TUR Turquia            | 7               | 2                |                   | 9   |  |
| 7     | HUN Hungria            | 6               | 8                | 7                 | 21  |  |
| 8     | JPN Japão              | 4               | 7                | 7                 | 18  |  |
| 9     | POL Polônia            | 4               | 6                | 11                | 21  |  |
| 10    | TCH Checoslováquia     | 3               | 2                | 3                 | 8   |  |
|       |                        |                 |                  |                   |     |  |
| 39    | BRA Brasil             |                 |                  | 2                 | 2   |  |